# Adriaen Backer
Adriaen Backer (* 1635 in Amsterdam; † 23. Mai 1684 ebenda) war ein niederländischer Maler.

## Biographie
Adriaen Backer wurde 1635 in Amsterdam als Neffe des Malers Jacob Adriaensz. Backer, der ihm wahrscheinlich auch das Malen beibrachte, geboren. Am 27. August 1669 heiratete er Elsje Colyn. Mit ihr hatte er zwei Kinder, die beide aber sehr früh verstarben. Backer starb am 23. Mai 1684.

## Werke (Auswahl)
Backers Werke umfassen Porträts sowie allegorische und historische Darstellungen.

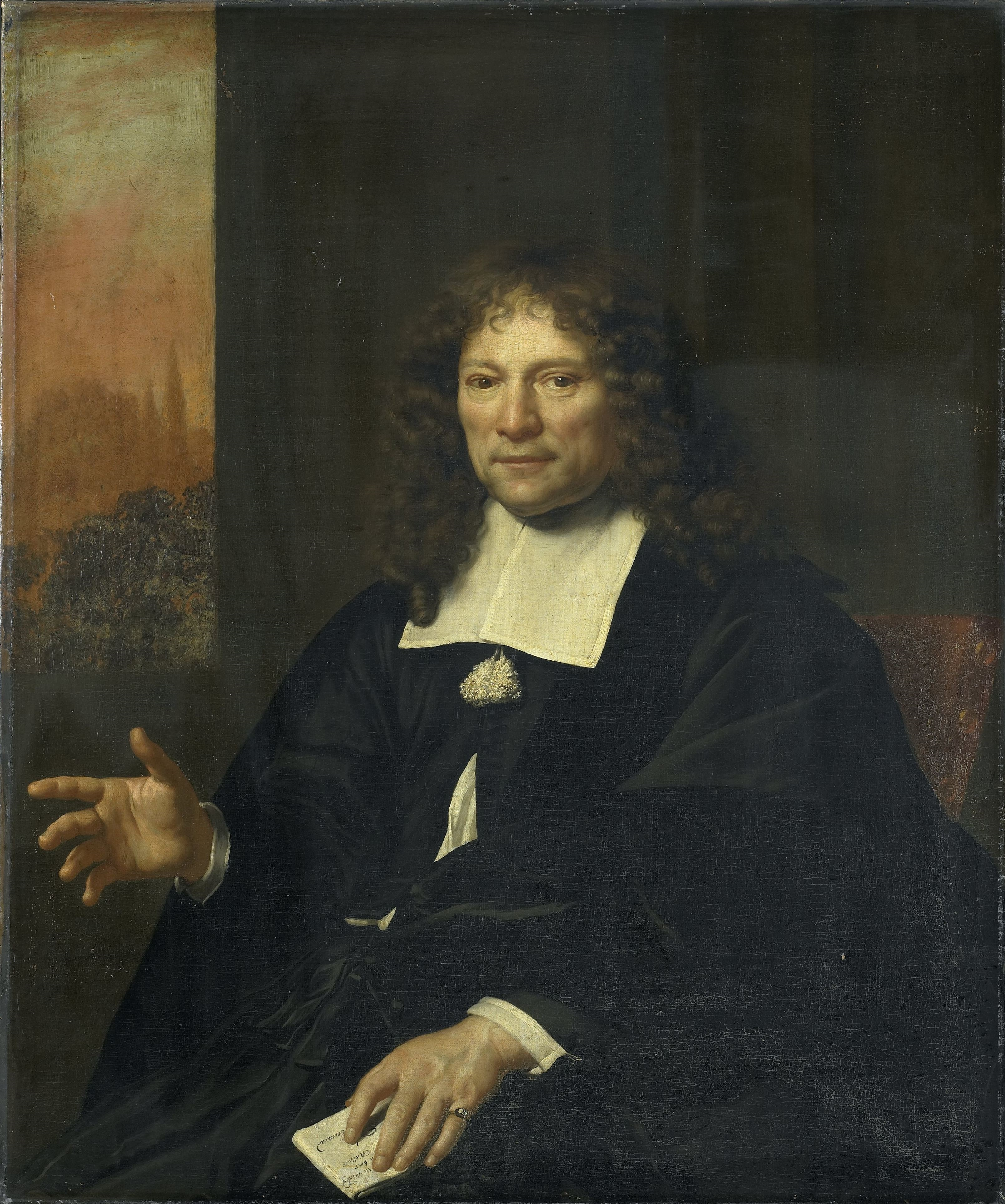
Porträt von Daniel Niellius
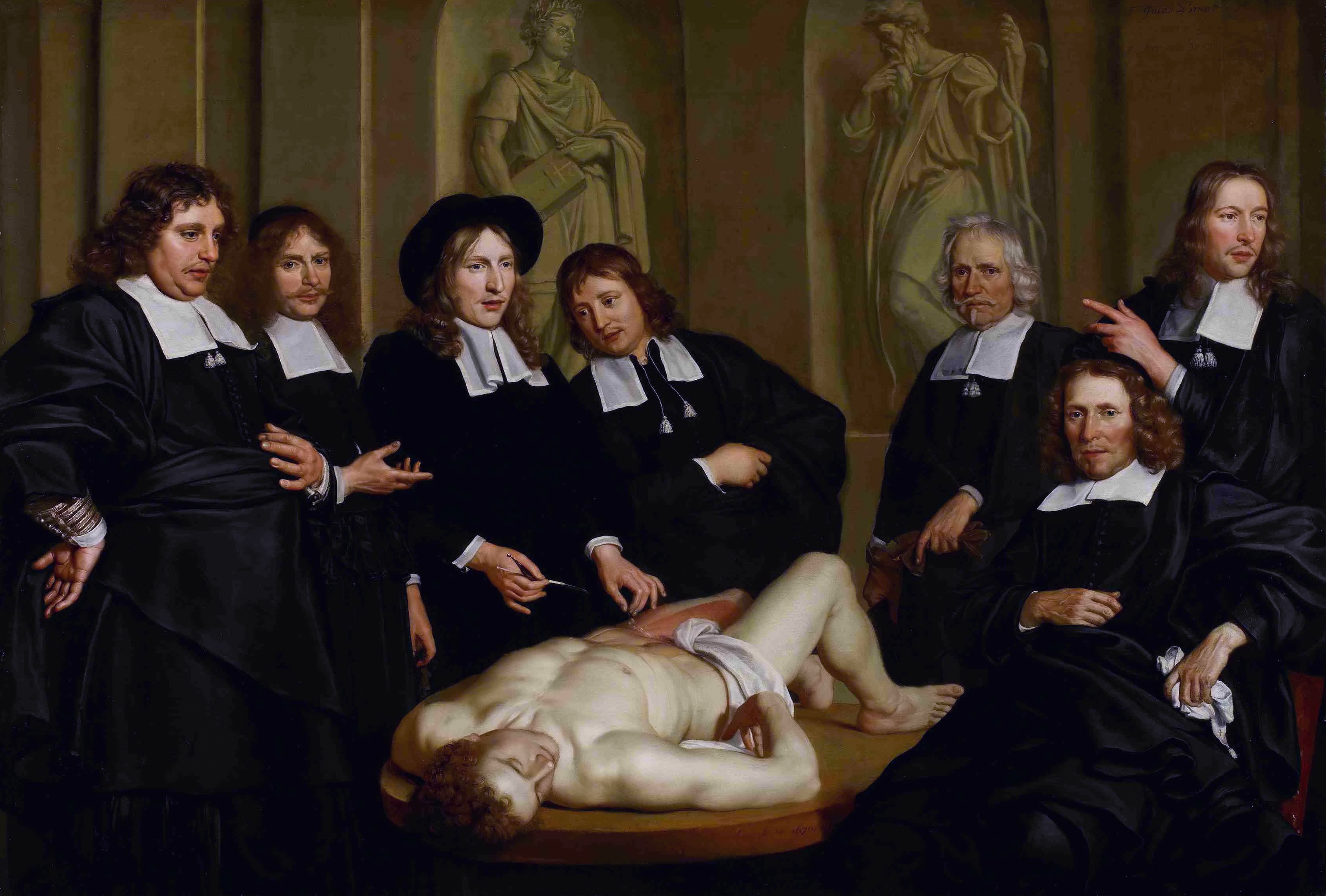
Anatomiestunde bei Prof. Frederik Ruysch
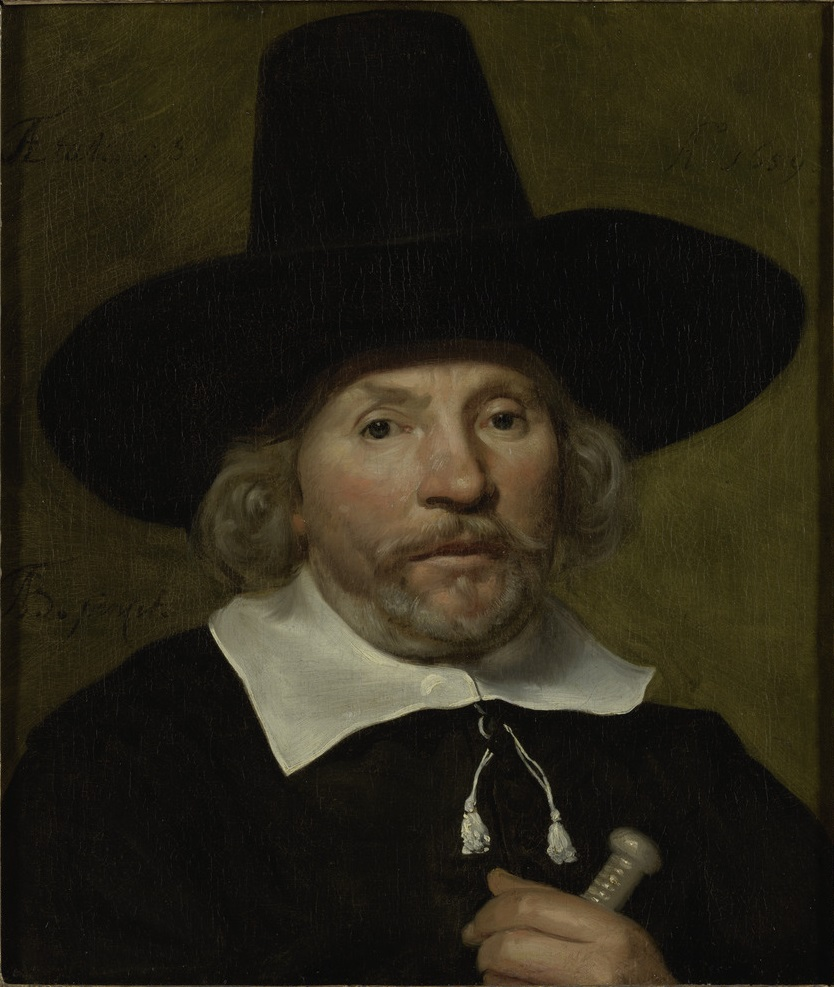
Porträt eines Mannes mit dunklem Hut
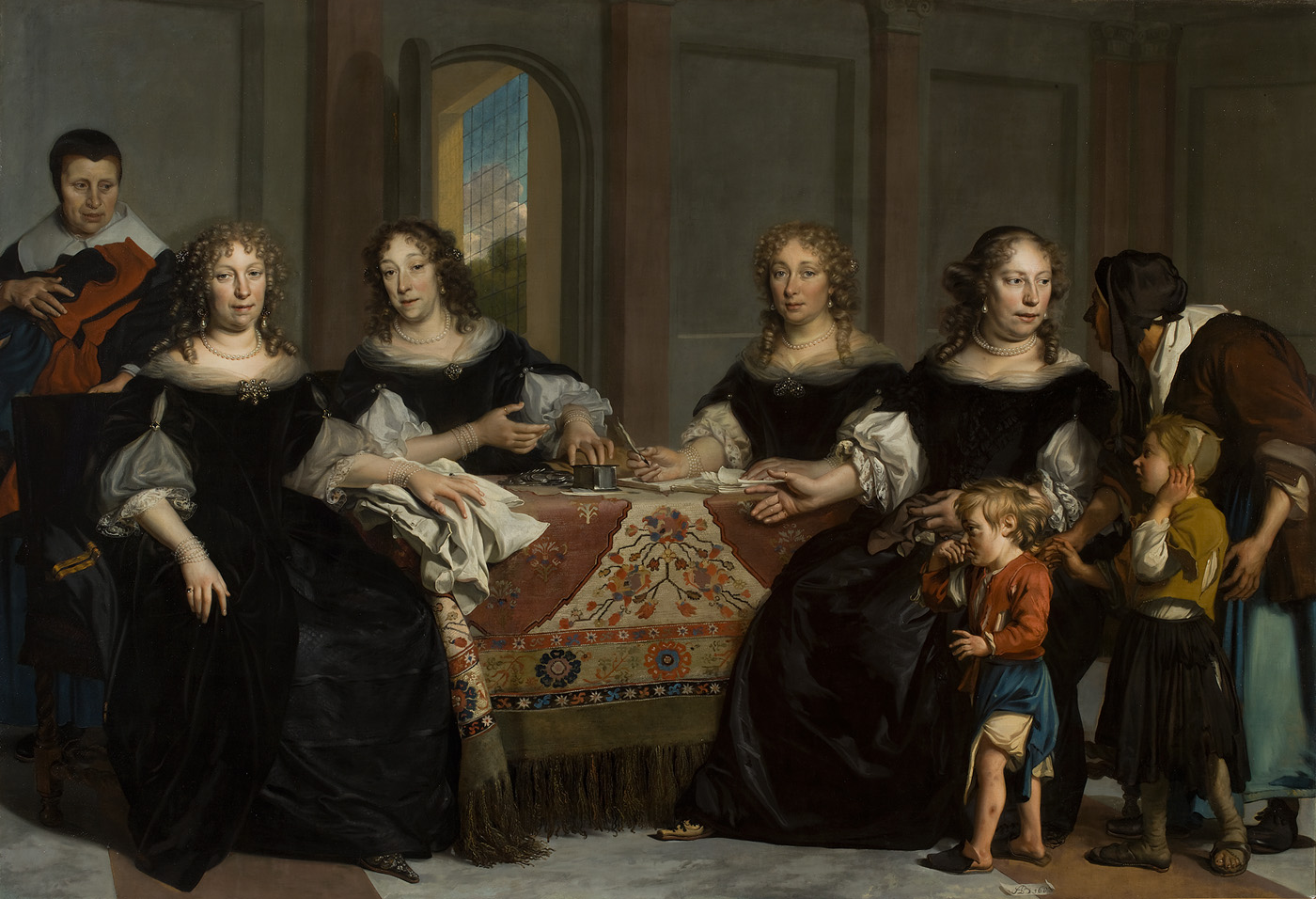
Die Regenten des Bürgerwaisenhaus
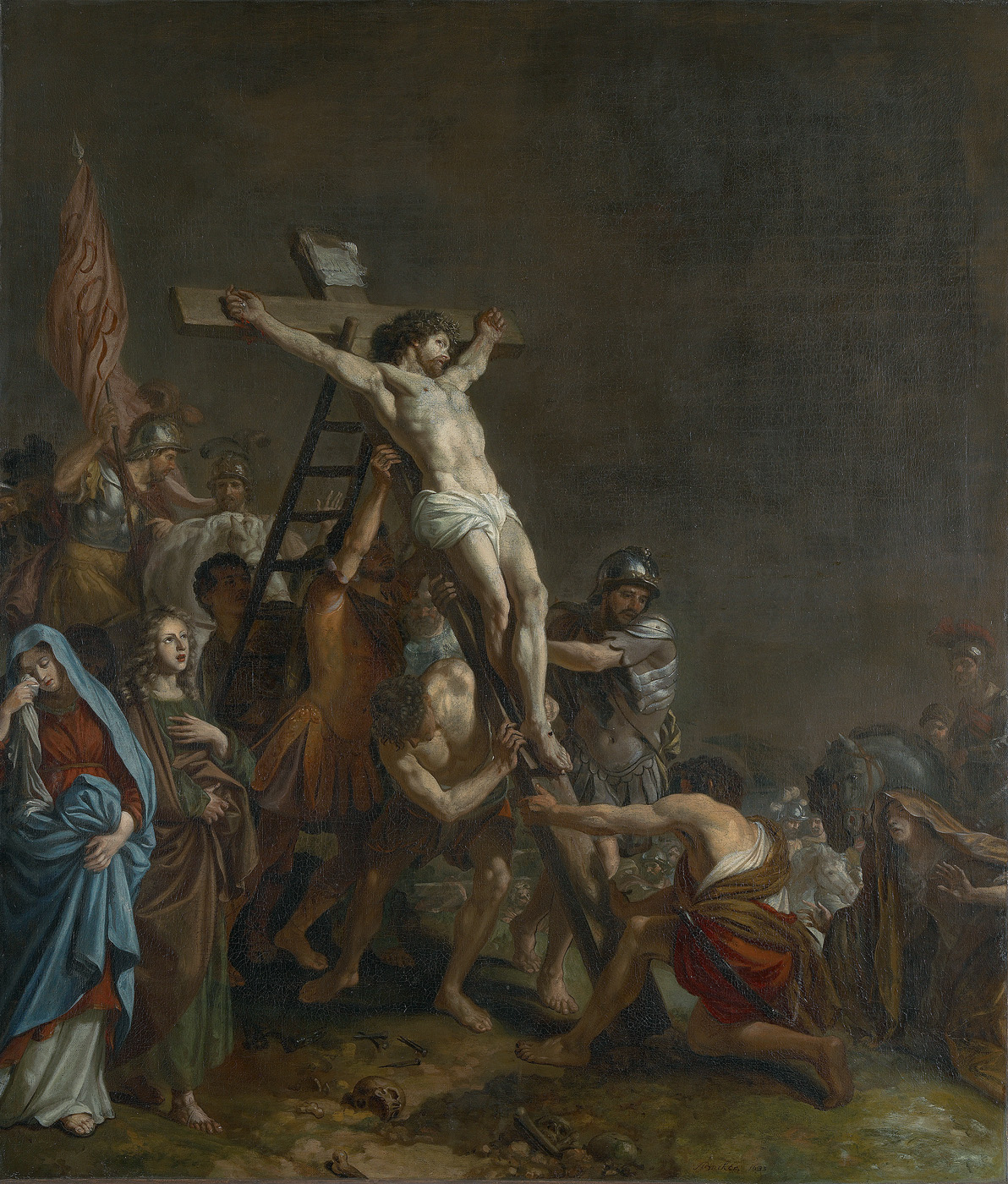
Kreuzaufrichtung

Seine Werke sind unter anderem im Rijksmuseum in Amsterdam ausgestellt.